# ظفرآباد (تفتان)
ظفرآباد (تفتان)، روستایی از توابع بخش گوهرکوه شهرستان تفتان در استان سیستان و بلوچستان ایران است.

## جمعیت
این روستا در دهستان گوهرکوه قرار دارد و براساس سرشماری مرکز آمار ایران در سال ۱۳۸۵، جمعیت آن ۵۱ نفر (۱۰خانوار) بوده‌است.